# Mimosa leucaenoides
Mimosa leucaenoides är en ärtväxtart som beskrevs av George Bentham. Mimosa leucaenoides ingår i släktet mimosor, och familjen ärtväxter. Inga underarter finns listade i Catalogue of Life.